# Atimura apicalis
Atimura apicalis là một loài bọ cánh cứng trong họ Cerambycidae.